# آلفارتا (جورجیا)
آلفارتا، جورجیا (به انگلیسی: Alpharetta, Georgia) یک شهر در ایالات متحده آمریکا با جمعیت ۵۹٬۳۹۷ نفر است که در شهرستان فولتن، جورجیا واقع شده‌است.